# Listă de zei
Aceasta este o listă de zei, în ordine alfabetică.

## A - B - C - D
| A | B | C | D                                                                                   |
| --- | --- | --- | ----------------------------------------------------------------------------------- |
| - Aesma Daeva - Afrodita - Ahriman - Ahti - Ahura Mazda - Aka Manah - Ameretat - Ammon - Amphirita - Anahita - Angra Maynu - Anubis - Apis - Apo - Apollo - Apophis - Asclepios - Așa - Ares - Ares Lusitani - Ariștat - Armati - Artemis - Astraea - Atar - Ataegina - Atesh - Atena - Atlas - Atropos | - Baal - Bacchus - Baldur - Bastet - Belenus - Belisama - Bellone - Bendis - Bes - Bestla - Bobd - Borr - Bormanico - Bragi - Brahma - Brigid | - Calliope - Camaxtli - Cariocecus - Chalchiuhtlicue - Charon - Ceres - Cernunnos - Clio - Clothos - Coeus - Cora - Coyolxauhqui - Crius - Cronos - Cybele | - Dagda - Dalia - Danu - Demetra - Derzis - Diana - Diancecht - Dionis - Duberdicus |

## E - F - G - H
| E | F                                                            | G                                                                               | H |
| --- | ------------------------------------------------------------ | ------------------------------------------------------------------------------- | --- |
| - Endovelicus - Enki - El - Elohim - Eol - Eos - Erato - Erebos - Eris - Eros - Esculap - Eteocles - Euterpe - edain | - Febris - Forseti - Fortuna - Freya - Freyr - Frigg - Fides | - Gabija - Gaia - Ganesha - Geb - Gebeleizis - Gino - Goibniu - Gorgonya - Geea | - Hades - Haoma - Haos - Hapi - Hathor - Haurvatat - Hebe - Hecate - Heimdall - Hel - Helios - Hephaistos - Hera - Hermes - Heros - Hestia - Hnum - Hod - Horus - Hubal - Huitzilopochtli - Hvarekșaeta - Hyperion - Hypnos |

## I - J - K - L
| I | J                                | K                                                  | L |
| --- | -------------------------------- | -------------------------------------------------- | --- |
| - Ianus - Iapetus - Idunna - Illythia - Imhotep - Indra - Inanna - Iris - Ishtar - Isis - Iuno - Iupiter - Iustiția - Iuventus | - Jord - Jumala - Jupiter - Juno | - Kali - Khors - Koleada - Koșcei - Kotys - Kannon | - Lachesis - Laima - Lares - Lasa Vecu - Liber Pater - Libertas - Libitina - Loki - Losna - Lug - Luna |

## M - N - O - P
| M | N | O                                                           | P |
| --- | --- | ----------------------------------------------------------- | --- |
| - Maat - Macha - Manannan - Mania - Marduk - Maris - Marte - Medeea - Melpomene - Menrva - Mercur - Mielikki - Min - Minerva - Mithra - Mixcoatl - Mnemosyne - Mond - Morfeu - Morrigan | - Nabia - Nanghaithya - Neith - Nemesis - Neptun - Nephthys - Nergal - Nike - Njord - Nodons - Nortia - Nun - Nut - Nyx | - Oceanus - Odin → Wotan - Oengus - Ogma - Orpheus - Osiris | - Pan - Patientia - Persephona - Perun - Phaunus - Phoebe - Pleistoros - Pluto - Polyhymnia - Poseidon - Prometeu - Proserpina - Psiche - Ptah - Priapus |

## Q - R - S - T
| Q                         | R                                                                 | S | T |
| ------------------------- | ----------------------------------------------------------------- | --- | --- |
| - Quetzalcoatl - Quirinus | - Ra - Ran - Rapithwin - Rașnaw - Rhea - Rosemerta - Runesocesius | - Sabazius - Saturn - Saurva - Sehmet - Selena - Semele - Seth - Shiva - Shu - Sif - Skadi - Skuld - Sobek - Sokar - Sol - Sraoșa - Sunna - Svalin - Sigyn - Son Goku | - Tages - Tawrich - Tefnut - Tentatis - Terpsichore - Tethys - Thalia - Thanatos - Theia - Themis - Thiazi - Thor - Thot - Tinia - Tiștrya - Tlaloc - Trebaruna - Tuchulca - Turan - Tușnamatay - Tyr |

## U - V - W - X
| U                                   | V                                                                                         | W            | X            |  |
| ----------------------------------- | ----------------------------------------------------------------------------------------- | ------------ | ------------ |  |
| - Ull - Uni - Urania - Uranus - Urd | - Varhagn - Vata - Veles - Venus - Verdandi - Verethragna - Vidar - Vohu Manah - Vulcanus | - Wotan Odin | - Xipe Totec |  |

## Y - Z
| Y    | Z                                                                                    |
| ---- | ------------------------------------------------------------------------------------ |
| - Yu | - Zam-Armatay - Zamolxis - Zarich - Zemelo - Zeus - Zibelthiurdos - Zurvan - Zamassu |